# Joie Ray

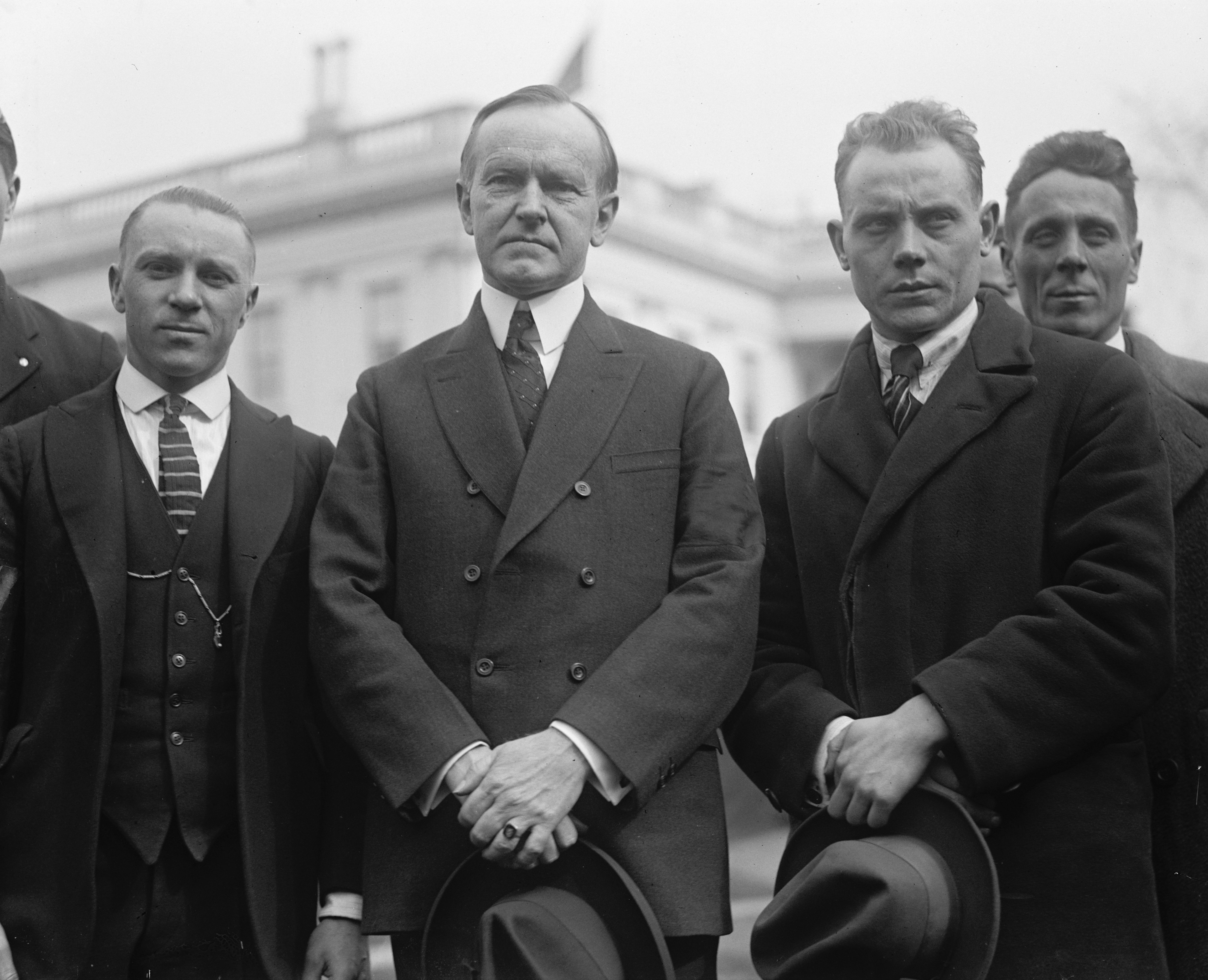
Joie Ray (links) und Paavo Nurmi (rechts) mit dem US-Präsidenten Calvin Coolidge (Mitte), 1925

Joie William Ray (* 13. April 1894 in Kankakee; † 15. Mai 1978 in Benton Harbor) war ein US-amerikanischer Mittel- und Langstreckenläufer.

## Karriere
1920 wurde er bei den Olympischen Spielen in Antwerpen Achter über 1500 m.
Beim Mannschaftsrennen über 3000 m der Olympischen Spiele 1924 in Paris kam er auf den 18. Platz. Obwohl er damit ein Streichresultat ablieferte, wurde er wie der Rest des US-Teams mit einer Bronzemedaille ausgezeichnet.
1928 wurde er Dritter beim Boston-Marathon und gewann das US-Ausscheidungsrennen für den Marathon der Olympischen Spiele in Amsterdam, bei dem er auf den fünften Platz kam. Er startete auch über 10.000 m und belegte den 14. Rang.
Achtmal wurde er US-Meister im Meilenlauf (1915, 1917–1923) und je einmal über 880 Yards (1919), über fünf Meilen (1916) und über 10.000 m (1928). In der Halle holte er je dreimal den nationalen Titel über 1000 Yards (1918–1920) und über zwei Meilen (1916, 1923, 1924).
Joie Ray war von Beruf Taxifahrer und startete für den Illinois Athletic Club.

### Persönliche Bestzeiten
- 800 m: 1:53,0 min, 1924
- 1500 m (Halle): 3:57,0 min, 30. März 1920, New York City
- 3000 m (Halle): 8:31,2 min, 1923
- 1 Meile: 4:14,4 min, 13. September 1919, Philadelphia
- 10.000 m: 31:28,4 min, 7. Juli 1928, Cambridge
- Marathon: 2:34:14 h, 19. Mai 1928, Long Beach